# Iconar
Termenul de Iconar este un meșteșug, o meserie, conform dicționarului limbii române, o persoană care pictează sau comercializează icoane. În mod uzual, în trecut acești meșteri populari, erau denumiți și zugravi de icoane sau zugravi iconari, chiar dacă termenul de Zugrav definește un pictor/zugrav de biserici, în sensul de făcător de picturi murale, fresce.

## Primii zugravi iconari din România
Ca urmare a cercetărilor care s-au făcut în domeniul icoanelor, prin comparație cu pictura murală, cercetătorii au stabilit un adevăr care spune că, de cele mai multe ori, aceiași zugravi realizau atât ansamblurile monumentale, cât și icoanele pictate pe lemn. Datele documentare care s-au păstrat despre viața, activitatea și modul de pregătire al vechilor zugravi iconari, sunt destul de sărace. S-au păstrat doar câteva nume, restul rămânând pentru vecie, necunoscute, asta din cauza unei concepții pe care o aveau artiștii ce ținea de o umilință de tip creștin, moștenită din vechiul Bizanț, care spunea că zugravii de icoane nu au voie să-și iscălească operele.
Foarte rar, s-a întâmplat ca vreun document să amintească de numele vreunui zugrav, uneori vreo mică iscălitură, pe un colț de icoană fabricată prin secolul al XVII-lea sau al XVIII-lea, mai dezvăluie identitatea ambiguă a unui iconar. Pe de altă parte, numeroasele icoane răspândite pe tot teritoriul României de astăzi, relevă o asiduă activitate a unei întregi pleiade de artiști iconari anonimi.
Au răms istoriei numele a doi zugravi din Moldova lui Alexandru cel Bun, Nichita și Dobre. Lor, domnitorul le-a dăruit două sate ca răsplată pentru zugrăvirea a două biserici „... una din Târgul de Jos (Roman, n.a.) și alta care va fi voia noastră, afară de bisericile de la Rădăuți sau o casă sau un pridvor”. Ținând cont de numărul mare de monumente care s-au pictat pe vremea lui Ștefan cel Mare, numărul zugravilor era fără îndoilă foarte numeros. Erau atât de mulți încât la Suceava se înființase o frăție, care a jucat rolul unei asociații similare breslelor, exact ca în sistemul organizat din Transilvania și Polonia. Ca urmare, frăția zugravilor a donat mitropoliei din Suceava un tetravanghel în manuscris cu miniaturi care ”... s-a scris și s-a legat... cu gândul bun și cu osândie de dumnezeu, frăția zugravilor”.
Cel mai dotat cu calități artistice dintre zugravii din Moldova, a fost Dragoș, fiul Popii Coman din Iași. El a zugrăvit paraclisul curților lui Luca Arbore (portarul Sucevei) și Biserica Arbore, fiind răsplătit cu suma de 20 de galbeni tătărești. Un grec din Trikala pe nume Gheorghe, împreună cu zugravul Toma au fost meșterii de curte ai lui Petru Rareș.
Începând din secolul al XVII-lea, au rămas memoriei mai mulți zugravi. Asta s-a întâmplat datorită influenței iconarilor din Transilvania, Polonia și din Apusul Europei, care i-a îndemnat să-și semneze lucrările. Așa au rămas istoriei multe nume de iconari ca Matei Zugravul (1601), Stoica Zugravul din Târgoviște (1619), Stroe din Târgoviște (1644), Iancu și Manea (1627), Nicolae Zugravul (1643), Popa Teodosie (1655) etc. Toți aceștia și-au semnat unele lucrări.

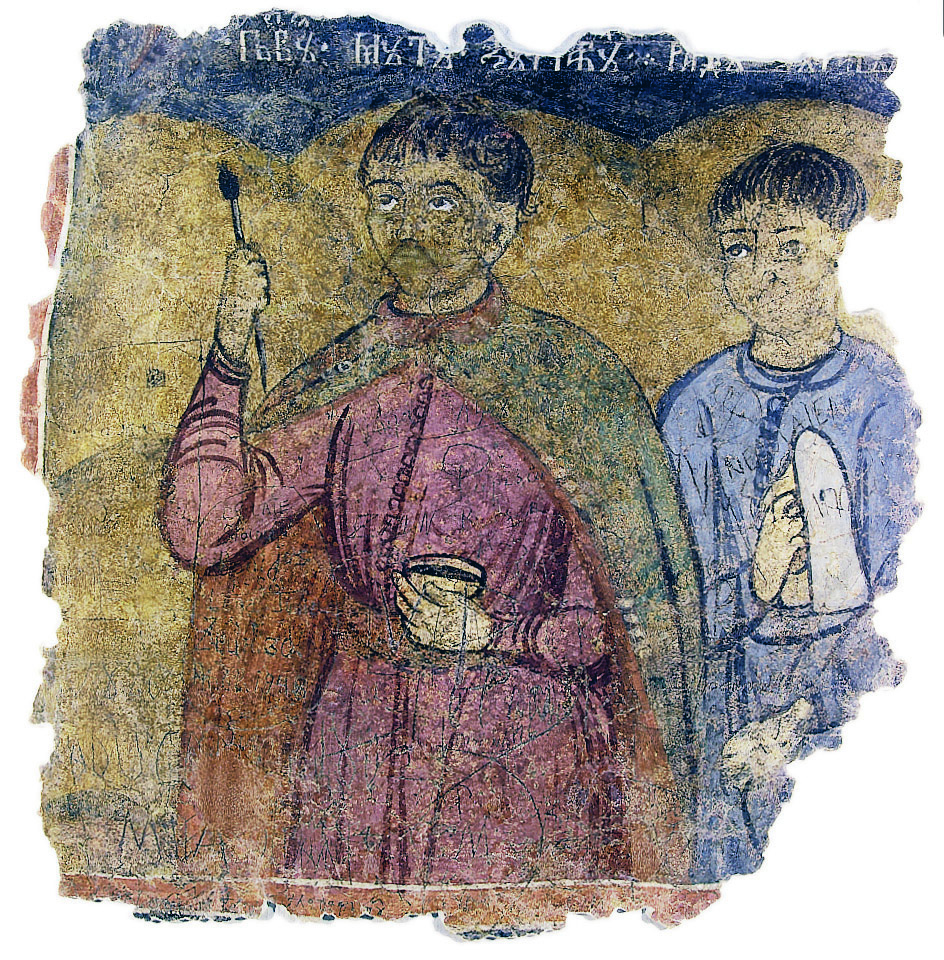
Pârvu Mutu - Autoportret
Biserica din Bordești
(pictură murală aflată în prezent la MNAR)

Documentele care certifică tranzacțiile de vânzare-cumpărare, așa numitele zapise, consemnează existența în orașe a unui mare număr de iconari. Astfel, în Iași era o femeie Alexandra cea bătrână zugrăviță, care era soția unui zugrav ce și-a vândut o casă unui coleg de breaslă. În acele timpuri, renumele iconarilor din Moldova ajunsese la apogeu, pentru că zugravul Pârvu Mutu din Țara Românească, cunoscut datorită operelor pe care le-a lăsat în Muntenia, și-a făcut ucenicia la una din mănăstirile din nordul Moldovei. Lista iconarilor/zugravilor s-a îmbogățit cu meșteri ce și-au semnat lucrările, din Transilvania - Toma, Nistor din Feleac, Iacob, Ioan din Râșnov etc. Cercetătorul Corina Nicolescu a avut un cuvânt de apreciere cu privire la iconarii din Transilvania, ea consemnând condițiile grele în care aceștia s-au manifestat după secolul al XIV-lea.
După cum a rezultat din cercetările care s-au întreprins, mișcarea artistică din Țara Românească a fost finanțată în Evul Mediu, în prima sa etapă, de curtea domnească, marii dregători și de biserică.  Ei repartizau fondurile financiare și tot ei angajau artiștii. În  doua etapă de dezvoltare, a venit rândul marii negustorimi de la orașe, care împreună cu micii boiernași de la țară să deruleze rolul cultural. Asta s-a întâmplat pe la sfârșitul secolului al XVII-lea și cu precădere în secolul al XVIII-lea. Zugravii și-au transmis meșteșugul în familie, din tată-n fiu și astfel, au continuat tradiția moștenită de la înaintași. Ei au înființat în casele lor ateliere în care au pregătit noile generații de meșteșugari. În acest fel a luat ființă la Mănăstirea Cernica și la Mănăstirea Căldărușani, una dintre cele mai mari școli de portretiști și iconari din Țara Românească, acolo unde și-a început ucenicia și pictorul național român Nicolae Grigorescu.
În Transilvania, calea de dezvoltare și menținerea unei vieți artistice a fost diferită de cea din Principate. Țăranii, fruntașii satului, preoții și absolvenții școlilor din Neamț, Moldovița, Cozia, Bistrița etc., au luptat pentru a menține o activitate care pare la o privire fugară, ca fiind modestă. În realitate, lupta a fost foarte importantă, pentru că ea a vizat menținerea propriei arte și culturi, a propriei tradiții. Astfel, țărănimea a cumpărat și a adunat fonduri financiare pentru ca să scrie manuscrise și icoane, au construit monumente religioase și au zugrăvit biserici. Țărănimea din Transilvania a avut rolul de ctitor. Acestă țărănime luminată, păstrătoare de tradiții, a avut meritul că a stimulat și a creat arta românească din Transilvania.